# Jerzy Milian
Jerzy Stanisław Milian (Poznań, 10 april 1935 - 7 maart 2018) was een Poolse vibrafonist en componist in de jazz, alsook kunstschilder.

## Biografie
Milian leidde na zijn muziekstudie in zijn geboortestad van 1953 tot 1955 een kwintet, waarin Stanisław Chwiłkowski, Ryszard Czaplicki, Jerzy Piątek en Stanisław Lisek speelden. Tussen 1956 en 1958 maakte hij deel uit van het kwartet van Krzysztof Komeda, tevens speelde hij tot 1960 in het kwintet van Jan Ptaszyn Wróblewski. Met beide ensembles maakte hij opnamen. Hij was leider van het radio- en tv-orkest in Katowice, daarnaast leidde hij een trio met daarin Jacek Bednarek en Grzegorz Gierłowski. Zijn compositie Memory of Bach, dat stilistisch op het werk van het Modern Jazz Quartet lijkt, was in Polen zeer populair.
In 1973 leidde Milian het International Song Festival in Sopot. Hij schreef ballet- en filmmuziek. Hij trad op in het buitenland. In 1971 en 1972 speelde hij bij Jazz in der Kammer. Met het dansorkest van de Berliner Rundfunk trad hij op tijdens het Jazz Jamboree in Warschau. Milian was tussen 1956 en 2003 betrokken bij 40 opnamesessies in de jazz.

## Discografie
- Ashkhabad Girl (OBUH Records V23, 1967-1972; ed. 2003)
- Blues for Praha (GAD Records CD 007, met het orkest van Gustav Brom, Ted Curson en Bill Moody, 1965, uitgekomen in 2013)
- Muzyka taneczna/For Dancing (Polskie Nagrania – Pronit XL, SXL 0791, 1969)
- Jerzy Milian Trio Baazaar, (Polskie Nagrania Muza/GAD Records, 1969)[8]
- When Where Why (GAD Records CD 005, met het Rundfunk-Tanzorchester Berlin o.l.v. Günter Gollasch, 1972-1979, uitgekomen in 2012)
- Muzyka baletowa i filmowa (Polskie Nagrania Muza SXL 0950, 1973)
- Jerzy Milian Orkiestra Rozrywkowa PRiTV w Katowicach (Polskie Nagrania Muza SX 1278, 1975)
- Orkiestra Rozrywkowa PRiTV w Katowicach Dyrygent: Jerzy Milian (Polskie Nagrania – Pronit SX 1543, 1978)
- Stratus Nimbus (GAD Records CD 009, met het BRT Jazzorkest o.l.v. Etienne Verschueren, 1982-1987, uitgekomen in 2013)
- Milianalia (OBUH Records V27, Polskie Nagrania Muza, 2003, uitgekomen in 2005)